# قفس طلایی (کتاب)
قفس طلایی: سه برادر، سه انتخاب، یک سرنوشت (به انگلیسی: The golden cage) کتابی داستانی است که شیرین عبادی در سال ۲۰۱۱ (۱۳۹۰) به زبان انگلیسی نوشته‌است. داستان این کتاب، روایت زندگی سه برادر است که هر یک از آنها گرایش سیاسی متفاوتی دارد، سلطنت‌طلب، انقلابی اسلام‌گرا و آنارشیست، اما در انقلاب، سرنوشت یکسان و تاسف‌باری پیدا می‌کنند.